# Rumpf-Flächenübergang

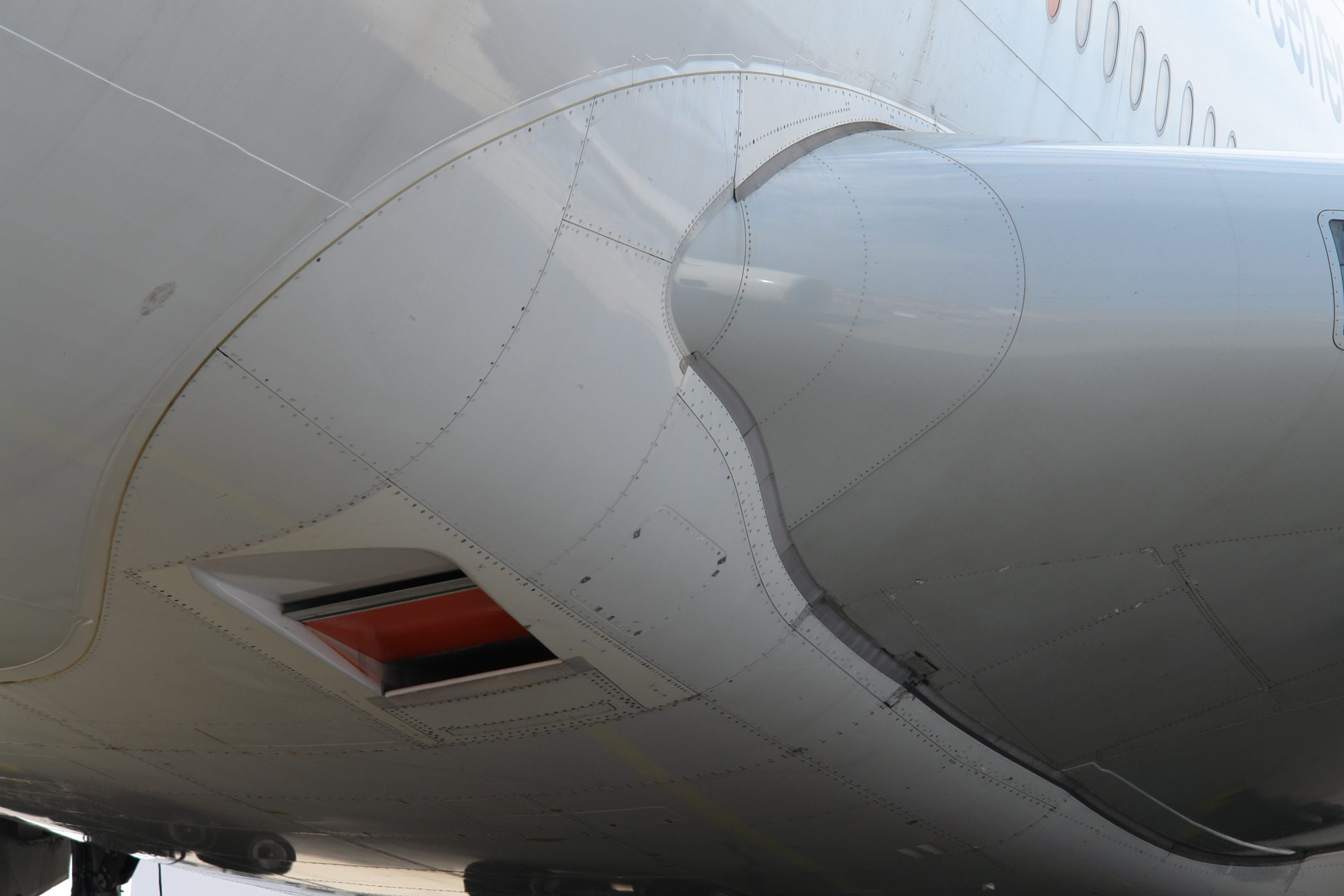
Rumpf-Flächenübergang an einem Tiefdecker (Airbus A380)

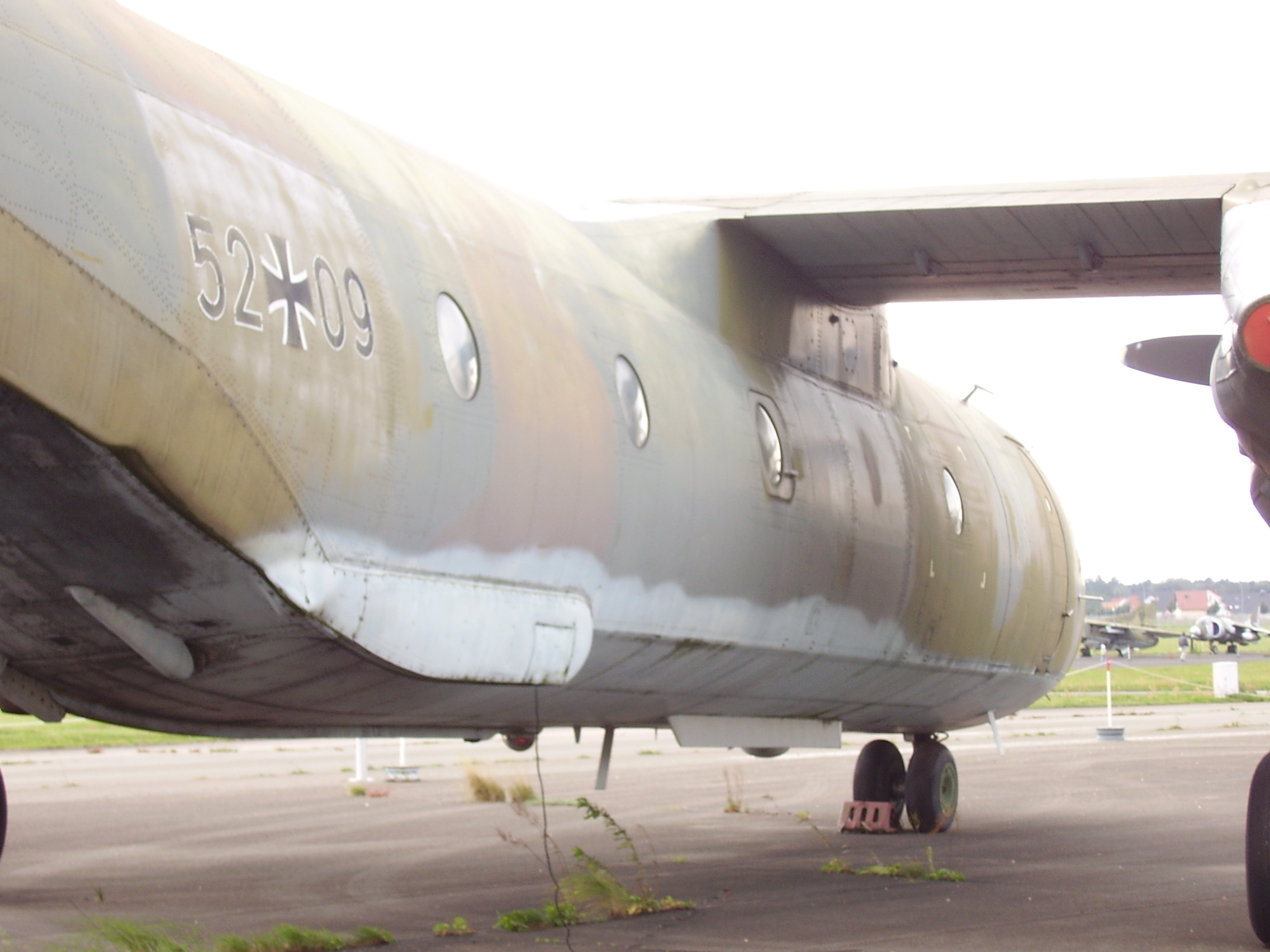
Übergang an einem Schulterdecker (Antonow An-26)

Der Rumpf-Flächenübergang (auch Tragflächenwurzel, umgangssprachlich Flügelwurzel) ist der Bereich des Übergangs vom Rumpf zur Tragfläche eines Flugzeuges (Rumpf-Flächen-Übergang). Dieser Übergang ist in den meisten Fällen so realisiert, dass in der Rumpfsektion ein quadratischer Kasten, ein sog. Flügelmittelkasten in den Rumpf eingearbeitet ist, an den die Tragflächen montiert sind.
Die Optimierung des Rumpf-Flächenübergangs spielt insbesondere im Segelflug eine große Rolle, da er einen großen Anteil des Luftwiderstands des Flugzeugs verursacht. Die aerodynamische Optimierung ist schwierig, weil es zur wechselseitigen Beeinflussung der Luftströmung um die Tragflächen und der Luftströmung um den Flugzeugrumpf kommt (Rumpf-Flächen-Interferenz).
Bei älteren Segelflugzeugen der Club- oder Standardklasse werden die Rumpf-Flächenübergänge teilweise neu geformt oder es werden Turbulatoren zur Optimierung der aerodynamischen Güte und zur Unterdrückung einer Ablöseblase am Rumpf-Flächenübergang angebracht.